# Forno de micro-ondas

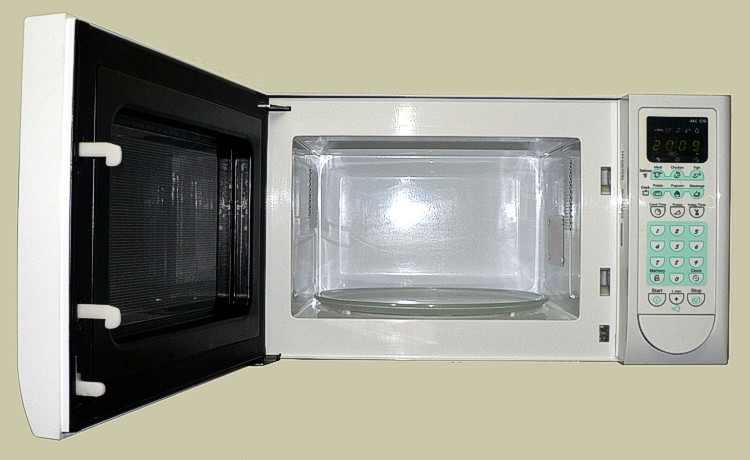
Forno micro-ondas com porta aberta, detalhe de seu prato de vidro giratório no interior do aparelho

O forno de micro-ondas (também conhecido como forno micro-ondas) é um eletrodoméstico utilizado principalmente na cozinha e que permite a preparação ou aquecimento rápido de alimentos.
O forno de micro-ondas tem como princípio de funcionamento o uso de radiação eletromagnética em sua parcela que compreende o espectro das micro-ondas por meio do funcionamento de um magnetron. A explicação comum para o aquecimento dos alimentos por meio do fenômeno de ressonância está errada.

## Origem e história

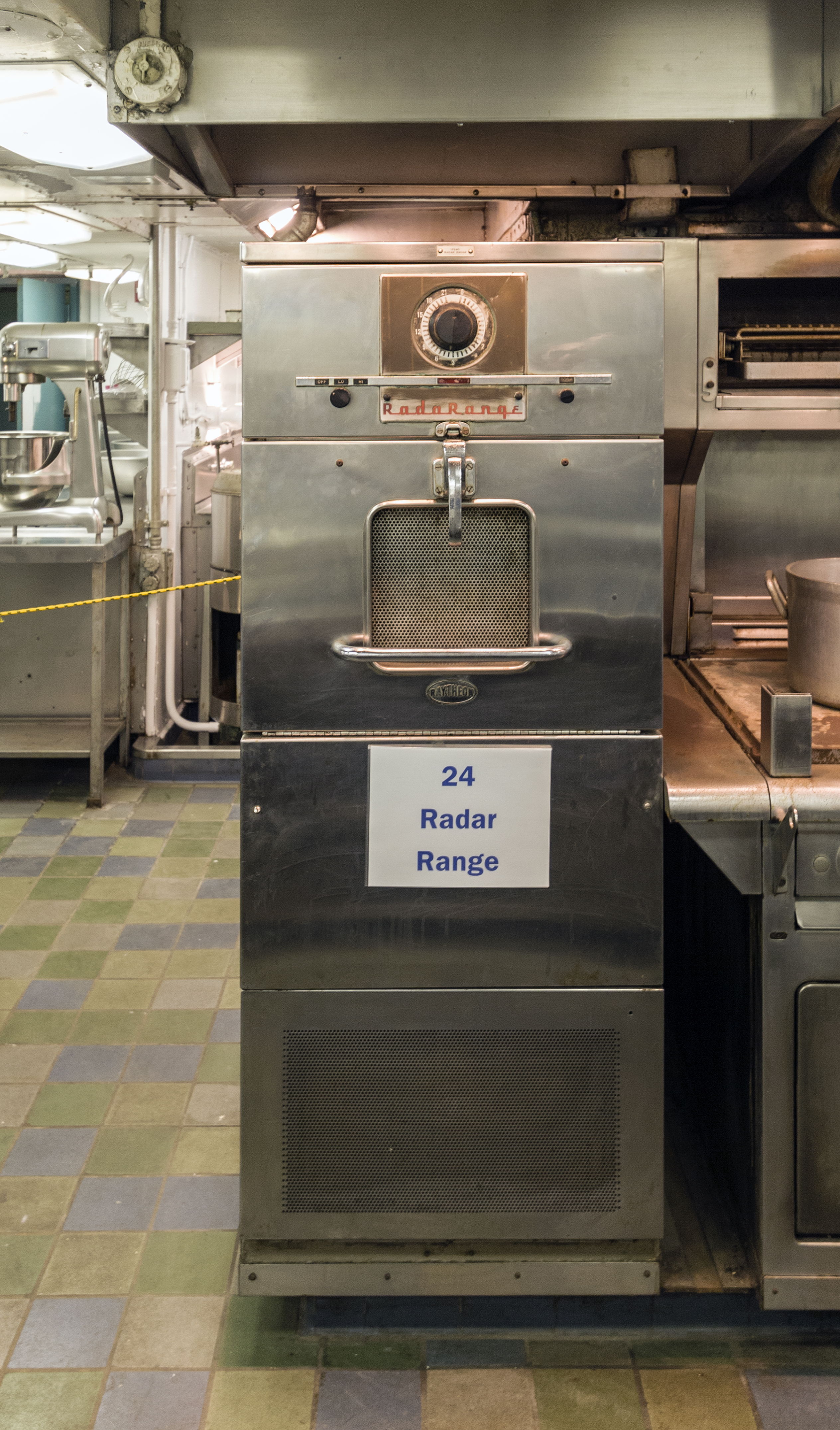
Forno de micro-ondas do navio NS Savannah de 1961.

A ideia de usar micro-ondas para cozinhar alimentos foi descoberta por Percy Spencer que trabalhava na empresa Raytheon, fabricando magnetrons para aparelhos de radar. Diz que um dia estava dirigindo com seu carro e passou num aparelho de radar ativo quando observou uma sensação repentina e estranha, e viu que uma barra de chocolate que carregava no bolso tinha derretido. Percy não era nenhum estranho às  descobertas e experiências, devido ao seu suporte a 120 patentes e entendeu perfeitamente o que havia acontecido. O primeiro alimento a ser cozido deliberadamente com micro-ondas foi a pipoca e o segundo um ovo, que cozinhou de dentro para fora e explodiu devido à pressão.
Em 1945 a empresa Raytheon patenteou o processo de cozinhar por micro-ondas e em 1947, construíram o primeiro forno de micro-ondas comercial, o Radarange. Tinha 1,70 m de altura e pesava 340 kg. Era arrefecido a água e produzia 3000 watts, aproximadamente três vezes a quantidade de radiação produzida por fornos de micro-ondas atuais.

## Funcionamento geral

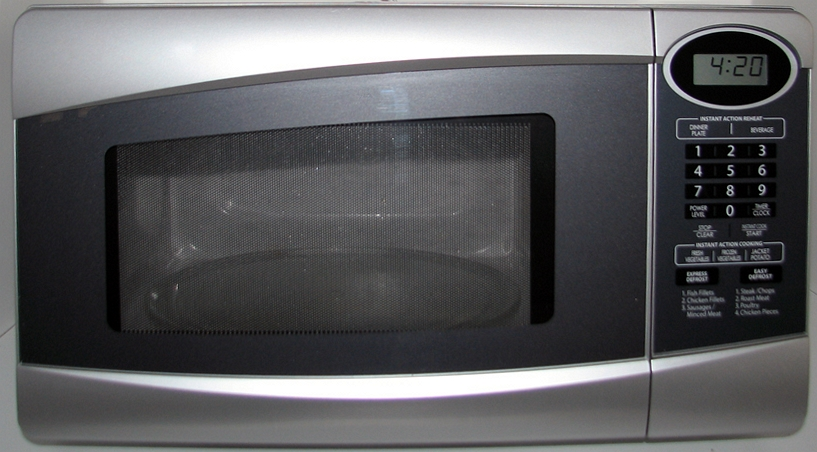
Visão frontal de um forno de micro-ondas moderno

A energia elétrica, na forma de uma corrente alternada (alta e baixa tensão) é transformada em corrente contínua por intermédio de um circuito formado por um transformador, diodos e capacitores.
A corrente que chega do transformador através do triplicador serve para alimentar o magnetron.

## O magnetron

### Composição

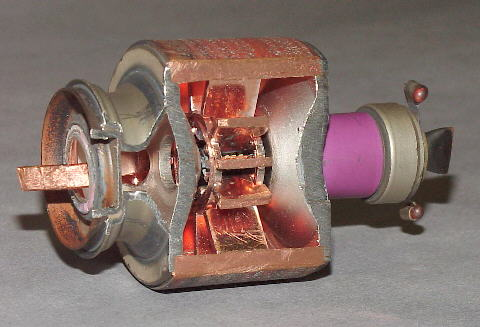
Um Magnetron (com a caixa removida).

O magnetron é constituído por um ânodo cilíndrico, composto de cavidades, podem ter formas diferentes de acordo com o magnetron considerado.

### Funcionamento
Um campo elétrico contínuo é aplicado entre o ânodo e o cátodo. Este campo tem uma tensão de ordem de vários kV (cerca de 4000 V), para um espaço de ação de alguns milímetros. Os elétrons liberados pelo cátodo são acelerados pelo campo elétrico contínuo. Na ausência de ímãs, os elétrons iriam diretamente ao ânodo. Graças ao campo criado pelos dois ímãs perpendiculares ao eixo ânodo/cátodo, obtém-se um movimento circular em torno do cátodo, com trajetórias semelhantes a cicloides.
Considera-se que cada elétron é animado por uma velocidade v. O campo magnético cria, com a nuvem eletrônica, uma força de Laplace que serve para acelerar as ondas. Estas cargas que fluem entre o ânodo e o cátodo entrarão em interação com as cavidades ressonantes do bloco anódico que se torna o apoio das oscilações eletromagnéticas.
Como podemos ver, tendo em conta o exposto acima, a radiação eletromagnética deve-se à vibração dos elétrons nas cavidades ressonantes. Maxwell, em 1865, fez um estudo sobre os fenômenos elétricos e magnéticos chegando às "equações de Maxwell", chegando graças a estas a mostrar que um campo elétrico variável produz um campo magnético variável inverso. As dimensões destas cavidades são calculadas para que as ondas tenham uma freqüência de 2450MHz. Uma parte destas ondas é encaminhada para o guia de ondas ou antena, graças a diversos meios de acoplamento. O guia de onda transmite estas pela cavidade do forno, onde vão permitir cozer os alimentos.

## Ação das micro-ondas sobre as moléculas de água

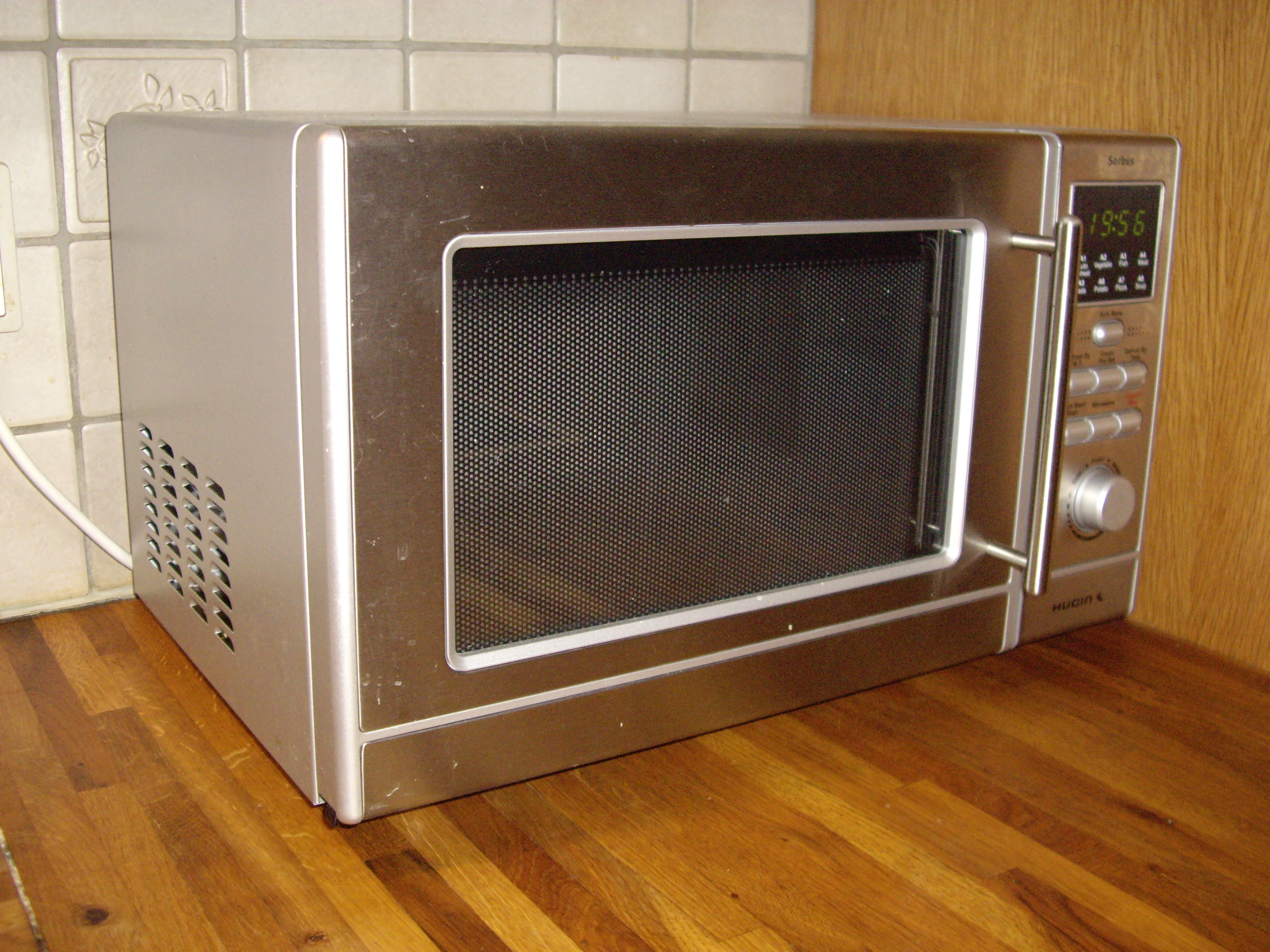
Forno de micro-ondas de cor prateada

A molécula de água, H2O, é formada por um átomo de oxigênio e dois de hidrogênio. Ela é bipolar, o que significa que o baricentro das cargas negativas e o das cargas positivas não coincidem. Isto se deve ao fato do átomo de oxigênio ter maior eletronegatividade que o hidrogênio.
Quando sujeita a uma radiação, a molécula de água absorve a energia das ondas eletromagnéticas se estas têm uma frequência que limita as das micro-ondas (2450MHz). Esta absorção traduz-se numa rotação da molécula de água.
As moléculas de água de um alimento em estado normal estão em desordem: não respeitam nenhuma ordem de orientação específica. Mas quando sujeitas a um campo elétrico contínuo os pólos negativos das moléculas de água têm tendência a orientar-se em direção a este último.
Quando sujeitas às micro-ondas, as moléculas de água do alimento orientam-se em direção do campo elétrico que compõe estas ondas. Este campo, ao ser alternado, faz com que os pólos se orientem sucessivamente num sentido e seguidamente no outro, o que resulta em várias mudanças de orientação (cerca de 2 450 000 000 vezes num segundo) ao mesmo ritmo que a onda que oscila 2 450 000 000 vezes por segundo.
As fricções entre as moléculas de água criadas por este grande número de rotações libertam calor. Após esta liberação de calor, este se transmite às diferentes camadas do alimento por indução e reaquecimento assim a uma parte do alimento. A quantidade de água não repartida da mesma maneira no alimento faz com que certas partes do alimento fiquem mais ou menos quentes que outras. Mas quando há liberação de calor das moléculas de água, têm tendência a passar do estado líquido ao estado gasoso, o volume de vapor assim produzido não pode necessariamente ser contido no alimento e é por isso que certos alimentos explodem.
A molécula de água não é a única a vibrar na presença de micro-ondas, há também os açúcares e as gorduras. Mas o que faz com que a molécula de água seja a única a desempenhar um papel na liberação de calor é a sua dimensão: é a única que é bipolar e que pode girar graças à sua pequena dimensão.

## Penetração das ondas no interior do alimento
A penetração das ondas nos alimentos difere em função deste, da sua concentração e composição. Quando um alimento é sujeito a uma radiação de micro-ondas, ele tem tendência a rejeitar uma parte das ondas e armazenar outra parte delas. A parte absorvida é chamada de energia calorífica e é graças a ela que o alimento aquece. A parte rejeitada é chamada de onda refletida. Para evitar que certas partes do alimento sejam queimadas ou outras fiquem frias é necessário que a distribuição das ondas seja a mesma em todas as zonas do alimento. Para este efeito as paredes da cavidade fazem refletir as ondas e o prato em rotação permite a distribuição homogênea das ondas ao alimento.

## O cozimento do alimento em relação ao magnetron
Quando há radiação, as moléculas de água movem-se e ocorre uma libertação de calor, mas esta libertação de calor é sentida apenas no final da radiação. Ou seja, durante a radiação, o calor é gerado graças às fricções, mas esta libertação nunca é dispersada no alimento. Em contrapartida se a radiação for interrompida alguns momentos e retomada, constata-se uma liberação de calor durante a interrupção, que dura ainda alguns momentos após a retomada. É por isso que num forno micro-ondas o magnetron funciona apenas por ciclos. Resumidamente, produz-se bastante micro-ondas para agitar as moléculas durante certo tempo, durante o qual o alimento é aquecido, e em seguida continua até ao final do tempo programado. Em geral numa duração de um minuto o magnetron trabalha durante quatro ciclos de 7,5 segundos.

## Características do aquecimento
Os fornos de micro-ondas produzem calor diretamente nos alimentos, mas apesar do equívoco comum de que os alimentos cozidos no micro-ondas cozinham de dentro para fora, as micro-ondas de 2,45 GHz só conseguem penetrar aproximadamente 1 centímetro (0,39 pol.) na maioria dos alimentos. As porções internas dos alimentos mais espessos são aquecidas principalmente pelo calor conduzido a partir de 1 centímetro externo (0,39 pol.).
O aquecimento desigual em alimentos cozidos no micro-ondas pode ser parcialmente devido à distribuição desigual da energia das micro-ondas dentro do forno e, em parte, devido às diferentes taxas de absorção de energia em diferentes partes dos alimentos. O primeiro problema é reduzido por um agitador, uma espécie de ventilador que reflete a energia das micro-ondas para diferentes partes do forno à medida que ele gira, ou por um prato giratório ou carrossel que gira os alimentos; os pratos giratórios, entretanto, ainda podem deixar manchas, como o centro do forno, que recebem distribuição desigual de energia. A localização de pontos mortos e pontos quentes em um forno de micro-ondas pode ser mapeada colocando um pedaço de papel térmico úmido no forno.
Quando o papel saturado com água é submetido à radiação de micro-ondas, ele fica quente o suficiente para fazer com que o corante fique escurecido, o que pode fornecer uma representação visual das micro-ondas. Se múltiplas camadas de papel forem construídas no forno com uma distância suficiente entre elas, um mapa tridimensional poderá ser criado. Muitos recibos de lojas são impressos em papel térmico, o que permite que isso seja feito facilmente em casa.
O segundo problema é devido à composição e geometria dos alimentos, e deve ser resolvido pelo cozinheiro, organizando os alimentos de forma que absorvam energia uniformemente e testando e protegendo periodicamente quaisquer partes dos alimentos que superaqueçam. Em alguns materiais com baixa condutividade térmica, onde a constante dielétrica aumenta com a temperatura, o aquecimento por micro-ondas pode causar fuga térmica localizada. Sob certas condições, o vidro pode apresentar fuga térmica em um forno de micro-ondas até o ponto de fusão.
Devido a este fenómeno, os fornos micro-ondas regulados para níveis de potência demasiado elevados podem até começar a cozinhar as bordas dos alimentos congelados enquanto o interior dos alimentos permanece congelado. Outro caso de aquecimento desigual pode ser observado em produtos de panificação contendo frutas vermelhas. Nestes itens, os bagos absorvem mais energia do que o pão mais seco que envolve o pão e não conseguem dissipar o calor devido à baixa condutividade térmica do pão. Frequentemente, isso resulta no superaquecimento dos frutos em relação ao resto da comida. As configurações de “descongelamento” do forno usam níveis baixos de potência ou desligam e ligam repetidamente - projetadas para permitir que o calor seja conduzido dentro dos alimentos congelados, de áreas que absorvem o calor mais facilmente para aquelas que aquecem mais lentamente. Em fornos equipados com prato giratório, um aquecimento mais uniforme pode ocorrer colocando os alimentos descentralizados na bandeja do prato giratório, em vez de exatamente no centro, pois isso resulta em um aquecimento mais uniforme dos alimentos.
Existem fornos de micro-ondas no mercado que permitem o descongelamento na potência máxima. Eles fazem isso explorando as propriedades dos modos LSM de radiação eletromagnética. O degelo com potência total do LSM pode, na verdade, alcançar resultados mais uniformes do que o degelo lento.
O aquecimento por micro-ondas pode ser deliberadamente desigual por design. Algumas embalagens para micro-ondas (principalmente tortas) podem incluir materiais que contêm flocos de cerâmica ou alumínio, que são projetados para absorver micro-ondas e aquecer, o que auxilia no cozimento ou na preparação da crosta, depositando mais energia superficialmente nessas áreas. Esses remendos cerâmicos afixados em papelão são posicionados próximos aos alimentos e são normalmente de cor azul esfumaçado ou cinza, geralmente tornando-os facilmente identificáveis; as capas de papelão que acompanham os Hot Pockets, que possuem superfície prateada na parte interna, são um bom exemplo dessa embalagem. As embalagens de papelão para micro-ondas também podem conter remendos de cerâmica que funcionam da mesma maneira. O termo técnico para esse adesivo absorvente de micro-ondas é susceptor.

## Perigos

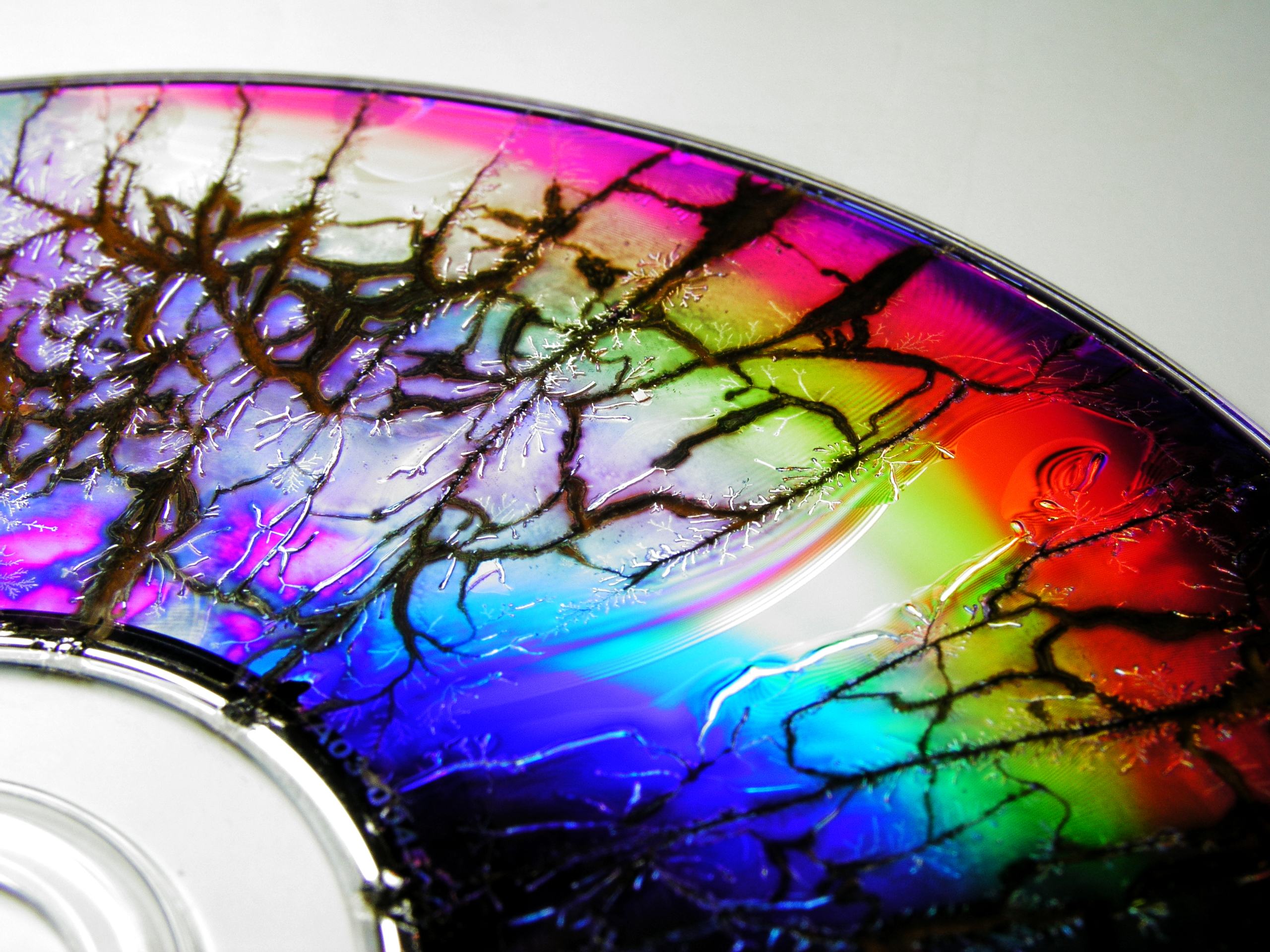
DVD-R colocado no micro-ondas.

Dentro do forno micro-ondas líquidos podem  superaquecer, recipientes fechados e ovos podem explodir devido à pressão do vapor e qualquer produto aquecido demais pode pegar fogo. Em todos os casos podendo ferir o usuário.
Objetos metálicos ou outros condutores sob efeito do forno de micro-ondas atuam como antenas, isto é, são capazes de induzir uma corrente elétrica a partir das ondas eletromagnéticas recebidas. Objetos metálicos com pontas (como peças de faqueiro e papel-alumínio) são excepcionalmente perigosos, uma vez que os elétrons que deveriam estar dispersos se acumulam nas pontas. Esse excesso pode conseguir conduzir eletricidade pelo ar, um meio que normalmente seria isolante, criando um arco elétrico (faísca). As faíscas podem aquecer quaisquer produtos inflamáveis, podendo começar uma chama, arriscando iniciar um incêndio, além dos danos irreparáveis no aparelho.
Apesar de menos perigosos, recipientes ovalados e sem partes pontudas não devem ser aquecidos no micro-ondas, pois, além de não permitirem a passagem das micro-ondas (o que impede que o alimento esquente), podem ter ranhuras e/ou falhas que possibilitem o processo descrito.
A radiação eletromagnética do micro-ondas, que tem frequência na faixa de 103 a 104 MHz só produz risco se o forno for mal-usado. Essa radiação é não ionizante, o que significa que não possui energia suficiente para danificar diretamente o DNA das células. Ainda assim, os fornos micro-ondas possuem sistemas de segurança para você não ter contato direto. Por exemplo, eles não ligam com a porta aberta.

### Problemas de altas temperaturas
Recipientes fechados
Recipientes fechados, como ovos, podem explodir quando aquecidos no forno micro-ondas devido ao aumento da pressão do vapor. Gemas de ovo frescas intactas fora da casca também podem explodir como resultado do superaquecimento. As espumas plásticas isolantes de todos os tipos geralmente contêm bolsas de ar fechadas e não são recomendadas para uso em fornos de micro-ondas, pois as bolsas de ar explodem e a espuma (que pode ser tóxica se consumida) pode derreter. Nem todos os plásticos são adequados para micro-ondas e alguns plásticos absorvem as micro-ondas a ponto de ficarem perigosamente quentes, podendo liberar milhares de parcelas de microplásticos, pedaços de plástico com diâmetros na ordem de 1 micrômetro, que podem entrar na corrente sanguínea após consumo do alimento esquentado.

##### Recipientes de isopor e outros plásticos
O uso de isopor e outros tipos de plástico no forno micro-ondas pode apresentar sérios riscos à saúde e à segurança. Quando aquecidos, esses materiais podem liberar substâncias tóxicas que contaminam os alimentos. O isopor, por exemplo, é feito do plástico poliestireno, que pode liberar estireno e benzeno, ambos considerados cancerígenos. Além disso, o isopor pode derreter e deformar, aumentando o risco de incêndios.
Outros plásticos perigosos podem liberar substâncias como o bisfenol A (BPA) e ftalatos, que são disruptores endócrinos e podem causar problemas hormonais  Mesmo os plásticos considerados "seguros" para micro-ondas podem liberar pequenas quantidades de substâncias químicas quando aquecidos, especialmente se estiverem danificados ou desgastados.
Portanto, é recomendável evitar o uso de recipientes de plásticos no micro-ondas. Em vez disso, opte por materiais como vidro, porcelana e outros tipos de cerâmica, que são mais seguros para aquecer alimentos.
Fogos
Produtos que são aquecidos por muito tempo podem pegar fogo. Embora isto seja inerente a qualquer forma de cozimento, o cozimento rápido e a natureza autônoma do uso de fornos de micro-ondas resultam em riscos adicionais.

Superaquecimento
Em casos raros, a água e outros líquidos homogêneos podem superaquecer quando aquecidos em um forno de micro-ondas em um recipiente com superfície lisa. Ou seja, o líquido atinge uma temperatura ligeiramente acima do seu ponto de ebulição normal sem a formação de bolhas de vapor no seu interior. O processo de fervura pode começar de forma explosiva quando o líquido é mexido, como quando o usuário segura o recipiente para retirá-lo do forno ou ao adicionar ingredientes sólidos como creme de leite em pó ou açúcar. Isso pode resultar em ebulição espontânea (nucleação), que pode ser violenta o suficiente para ejetar o líquido em ebulição do recipiente e causar queimaduras graves.

### Objetos metálicos
Ao contrário das suposições populares, objetos de metal podem ser usados com segurança em fornos de micro-ondas, mas com restrições. Qualquer objeto metálico ou condutor colocado no forno de micro-ondas atua até certo ponto como uma antena, resultando em uma corrente elétrica. Isso faz com que o objeto atue como um elemento de aquecimento. Este efeito varia de acordo com a forma e composição do objeto e às vezes é utilizado para cozinhar.
Qualquer objeto contendo metal pontiagudo pode criar um arco elétrico (faíscas) quando colocado no micro-ondas. Isso inclui talheres, folhas de alumínio amassadas (embora algumas folhas e embalagens usadas em fornos de micro-ondas sejam seguras), amarras contendo fio de metal, alças de transporte de fio de metal em baldes de ostras ou quase qualquer metal formado em uma folha pouco condutora ou fio fino ou em formato pontiagudo.  Os garfos são um bom exemplo: os dentes do garfo respondem ao campo elétrico produzindo altas concentrações de carga elétrica nas pontas. Isto tem o efeito de exceder a quebra dielétrica do ar, cerca de 3 megavolts por metro (3×106 V/m). O ar forma um plasma condutor, que é visível como uma faísca. O plasma e os dentes podem então formar um laço condutor, que pode ser uma antena mais eficaz, resultando em uma faísca de maior duração. Quando ocorre a ruptura dielétrica no ar, formam-se alguns óxidos de ozônio e de nitrogênio, ambos prejudiciais à saúde em grandes quantidades.
Colocar no micro-ondas um objeto individual de metal liso sem pontas pontiagudas, por exemplo, uma colher ou uma panela rasa de metal, geralmente não produz faíscas. Grades de metal espessas podem fazer parte do design interior de fornos de micro-ondas. De forma semelhante, as placas da parede interior com furos que permitem a entrada de luz e ar no forno, e permitem a visualização do interior através da porta do forno, são todas feitas de metal condutor formado de forma segura.
O efeito de filmes finos de metal colocados no micro-ondas pode ser visto claramente em um CD ou DVD (particularmente no tipo prensado de fábrica). As micro-ondas induzem correntes elétricas no filme metálico, que aquece, derretendo o plástico do disco e deixando um padrão visível de cicatrizes concêntricas e radiais. Da mesma forma, a porcelana com películas metálicas finas também pode ser destruída ou danificada pelo micro-ondas. A folha de alumínio é espessa o suficiente para ser usada em fornos micro-ondas como proteção contra o aquecimento de partes de alimentos, se a folha não estiver muito deformada. Quando enrugada, a folha de alumínio não é segura em micro-ondas, pois a manipulação da folha causa dobras acentuadas e lacunas que provocam faíscas. O USDA recomenda que a folha de alumínio usada como proteção parcial de alimentos no cozimento em forno de micro-ondas cubra não mais do que um quarto de um objeto alimentar e seja cuidadosamente alisada para eliminar o risco de faíscas.
Outro perigo é a ressonância do próprio tubo magnetron. Se o forno de micro-ondas funcionar sem um objeto para absorver a radiação, forma-se uma onda estacionária. A energia é refletida entre o tubo e a câmara de cozimento. Isso pode fazer com que o tubo fique sobrecarregado e queime. A alta potência refletida também pode causar um arco magnético, possivelmente resultando em falha do fusível de alimentação primária, embora tal relação causal não seja facilmente estabelecida. Assim, os alimentos desidratados, ou os alimentos embrulhados em metal que não formam arco, são problemáticos por razões de sobrecarga, sem necessariamente representarem um risco de incêndio.
Certos alimentos, como uvas, se devidamente colocadas, podem produzir um arco elétrico. O arco elétrico prolongado proveniente de alimentos acarreta riscos semelhantes aos de arco elétrico proveniente de outras fontes, conforme observado acima.
Alguns outros objetos que podem conduzir faíscas são garrafas térmicas de plástico/impressão holográfica (como em copos da Starbucks) ou copos com forro de metal (como da marca Stanley). Se qualquer pedaço de metal for exposto, toda a camada externa pode explodir ou derreter.
Os altos campos elétricos gerados dentro de um forno de micro-ondas geralmente podem ser ilustrados colocando-se um radiômetro ou uma lâmpada de néon dentro da câmara de cozimento, criando plasma brilhante dentro do bulbo de baixa pressão do dispositivo.
De forma geral, caso tenha dúvidas sobre a segurança de um material ou objeto no forno micro-ondas, não o utilize!

### Exposição direta às micro-ondas
A exposição direta às micro-ondas é incomum, pois as micro-ondas emitidas pela fonte em um forno de micro-ondas são confinadas pelo material com o qual o este é construído. Além disso, os fornos estão equipados com fechaduras de segurança, que removem a energia do magnetron se a porta for aberta. Este mecanismo de segurança é exigido pelas regulamentações federais dos Estados Unidos. Os testes mostraram que o confinamento das micro-ondas em fornos disponíveis comercialmente é tão quase universal que torna desnecessários os testes de rotina. De acordo com o Centro de Dispositivos e Saúde Radiológica da Administração de Alimentos e Medicamentos dos Estados Unidos, um padrão federal dos EUA limita a quantidade de micro-ondas que podem vazar de um forno durante sua vida útil a 5 miliwatts de radiação de micro-ondas por centímetro quadrado em aproximadamente 5 cm da superfície do forno. Este valor está muito abaixo do nível de exposição atualmente considerado prejudicial à saúde humana.
A radiação micro-ondas é chamada de não ionizante, que é possivelmente cancerígena, porém, o forno possui uma estrutura interna capaz de impedir que estas cheguem ao ambiente externo. Além disso, elas não alteram propriedades químicas e moleculares dos alimentos, logo, o consumo dos mesmos não leva ao câncer. Estudos de longo prazo em roedores para avaliar o risco de câncer até agora não conseguiram identificar qualquer carcinogenicidade da radiação de micro-ondas de 2,45 GHz, mesmo com níveis de exposição crônica (ou seja, grande fração da vida útil) muito maiores do que os humanos provavelmente encontrariam em qualquer vazamento de fornos. Porém, com a porta do forno aberta, a radiação pode causar danos por aquecimento. Os fornos micro-ondas são vendidos com uma fechadura de proteção para que não possam funcionar quando a porta estiver aberta ou travada incorretamente.
As micro-ondas geradas em fornos de micro-ondas deixam de existir quando a energia elétrica é desligada. Eles não permanecem nos alimentos quando a energia é desligada, assim como a luz de uma lâmpada elétrica não permanece nas paredes e nos móveis de uma sala quando a lâmpada é desligada. Eles não tornam a comida ou o forno radioativos. Em contraste com a cozinha convencional, o conteúdo nutricional de alguns alimentos pode ser alterado de forma diferente, mas geralmente de uma forma positiva, preservando mais micronutrientes. Não há indicação de problemas prejudiciais à saúde associados a alimentos preparados no micro-ondas.
Existem, no entanto, alguns casos em que pessoas foram expostas à radiação direta de micro-ondas, seja por mau funcionamento do aparelho ou por ação deliberada. Esta exposição geralmente resulta em queimaduras físicas no corpo, uma vez que o tecido humano, particularmente as camadas externas de gordura e músculo, tem uma composição semelhante a alguns alimentos que são normalmente cozinhados em fornos de micro-ondas e, portanto, experimenta efeitos de aquecimento dielétrico semelhantes quando expostos à radiação eletromagnética de micro-ondas.

### Exposição química
O uso de plásticos não marcados para cozinhar em micro-ondas levanta a questão da liberação de plastificantes nos alimentos, ou dos plásticos reagindo quimicamente à energia de micro-ondas, com subprodutos contaminando os alimentos, sugerindo que mesmo recipientes de plástico marcados como "para micro-ondas" ainda podem liberar subprodutos plásticos nos alimentos.
Os plastificantes que receberam mais atenção são o bisfenol A (BPA) e os ftalatos, embora não esteja claro se outros componentes plásticos apresentam risco de toxicidade. Outros problemas incluem derretimento e inflamabilidade. Uma alegada questão da libertação de dioxinas nos alimentos foi rejeitada como uma distração intencional das questões reais de segurança.
Alguns recipientes de plástico e embalagens para alimentos atuais são projetados especificamente para resistir à radiação de micro-ondas. Os produtos podem usar o termo "seguro para micro-ondas", podem conter um símbolo de micro-ondas (três linhas de ondas, uma acima da outra) ou simplesmente fornecer instruções para o uso adequado do forno de micro-ondas. Qualquer um destes é uma indicação de que um produto é adequado para micro-ondas quando usado de acordo com as instruções fornecidas.
Recipientes de plástico podem liberar micro plásticos nos alimentos quando aquecidos em fornos de micro-ondas, seus efeitos na saúde humana ainda não são bem definidos, porém a presença desses elementos na corrente sanguínea podem significar uma concentração de poluentes do plástico no sangue, que podem chegar até o fígado. 

### Aquecimento irregular
Os fornos micro-ondas são frequentemente usados para reaquecer restos de alimentos e a contaminação bacteriana pode não ser reprimida se o forno micro-ondas for usado incorretamente. Se a temperatura segura não for atingida, isso pode resultar em doenças de origem alimentar, como acontece com outros métodos de reaquecimento. Embora os micro-ondas possam destruir bactérias tão bem quanto os fornos convencionais, eles cozinham rapidamente e podem não cozinhar de maneira tão uniforme, semelhante a fritar ou grelhar, levando ao risco de algumas regiões alimentares não atingirem as temperaturas recomendadas. Portanto, recomenda-se um período de repouso após o cozimento para permitir que as temperaturas dos alimentos se equalizem, bem como o uso de um termômetro de alimentos para verificar as temperaturas internas.

### Interferência
Os fornos de micro-ondas, embora protegidos por motivos de segurança, ainda emitem baixos níveis de radiação. Isto não é prejudicial aos seres humanos, mas às vezes pode causar interferência em Wi-Fi e Bluetooth e outros dispositivos que se comunicam nas bandas de frequência de 2,45 GHz; especialmente de perto. Os fornos transformadores convencionais não operam continuamente durante o ciclo da rede elétrica, mas podem causar lentidão significativa em muitos metros ao redor do forno, enquanto os fornos baseados em inversores podem interromper totalmente a rede próxima durante a operação.

## "Fake News" e equívocos comuns
O forno micro-ondas pode causar câncer?
Não! A radiação do micro-ondas tem apenas a propriedade de cozinhar e/ou aquecer os alimentos, não alterando sua estrutura química ou molecular. Assim, o consumo de alimentos aquecidos no micro-ondas não aumenta o risco de câncer. Esse eletrodoméstico emite uma forma de radiação não ionizante classificada como possivelmente cancerígena para seres humanos, mas a estrutura do forno está preparada para que essa radiação não extravase para o ambiente externo, conforme explica o INCA.
A radiação afeta os seres humanos?
Os fornos de micro-ondas, embora protegidos por motivos de segurança, ainda emitem baixos níveis de radiação. Isto não é prejudicial aos seres humanos, mas às vezes pode causar interferência em Wi-Fi e Bluetooth e outros dispositivos que se comunicam nas bandas de frequência de 2,45 GHz; especialmente de perto. Os fornos transformadores convencionais não operam continuamente durante o ciclo da rede elétrica, mas podem causar lentidão significativa em muitos metros ao redor do forno, enquanto os fornos baseados em inversores podem interromper totalmente a rede próxima durante a operação.
Reaquecer alimentos é seguro?
Os fornos micro-ondas são frequentemente usados para reaquecer restos de alimentos e a contaminação bacteriana pode não ser reprimida se o forno micro-ondas for usado incorretamente. Se a temperatura segura não for atingida, isso pode resultar em doenças de origem alimentar, como acontece com outros métodos de reaquecimento. Embora os micro-ondas possam destruir bactérias tão bem quanto os fornos convencionais, eles cozinham rapidamente e podem não cozinhar de maneira tão uniforme, semelhante a fritar ou grelhar, levando ao risco de algumas regiões alimentares não atingirem as temperaturas recomendadas. Portanto, recomenda-se um período de repouso após o cozimento para permitir que as temperaturas dos alimentos se equalizem, bem como o uso de um termômetro de alimentos para verificar as temperaturas internas.